# گوانگ‌گه‌تو فاتح بزرگ
گوانگ‌گه‌تو فاتح بزرگ، همچنین با نام  گوانگ‌گه‌تو بزرگ (کره‌ای: 광개토태왕) نیز شناخته می‌شود، یک مجموعه تلویزیونی محصول کره جنوبی در سال ۲۰۱۱ است. این مجموعه از ۴ ژوئن ۲۰۱۱ تا ۲۹ آوریل ۲۰۱۲ از کی‌بی‌اس برای ۹۲ قسمت پخش شد و همچنین این سریال پر بیننده ترین سریال سال ۲۰۱۱ کره جنوبی نیز بود.

## خلاصه داستان
در اواخر قرن چهارم میلادی، پادشاهی هویان به رهبری مورونگ به سرزمین گوگوریو لشکرشی می‌کند. شاهزاده دامدوک، پسر دوم هجدمین پادشاه گوگوریو، پادشاه گگوگ‌یانگ، در شهر مرزی لیائودونگ زندگی می‌کند. شاهزاده دامدوک برای نجات کشور قصد به کشتن پادشاه هویان می‌کند.
گوگوریو، در زمان تولد قهرمان داستان، دیگر مانند گذشته قدرتمند نیست. قبل از تولد او، پدربزرگش، پادشاه گگوگوون توسط نیروهای بکجه به رهبری پادشاه گون‌چوگو کشته شد. هنگامی که عمویش پادشاه سوسوریم بدون وارث درگذشت، پدرش پادشاه گگوگ‌یانگ به تاج و تخت گوگوریو رسید. در همان زمان، آنها همچنین مورد حمله نیروهای‌ هویان قرار گرفتند که توسط مورونگ چوی، رهبری می‌شد.
پس از مرگ پدرش، او بر تخت سلطنت می‌نشیند و عهد می‌کند که گوگوریو را به شکوه سابق بازگرداند. او زمین‌های از دست رفته به بکجه را دوباره به دست آورد و پادشاه بکجه را یعنی پادشاه آشین را کشت و بکجه را تحت سلطه خود درآورد، و در این روند بسیاری از پادشاهی‌های کوچکتر دیگر مانند خیتان و وه را شکست داد. در نزدیکی پایان داستان، او موفق می‌شود امپراتوری هویان را محو کند و آن را تحت سلطه درآورد

## بازیگران
- لی ته‌گون در نقش دامدوک (بعدها به عنوان پادشاه عالی گوانگ‌گه‌تو بزرگ)
- کیم سونگ سو در نقش گو اون (همچنین با نام گو اون/مورونگ اون پسر خوانده مورونگ بو و بعداً پادشاه هویان (پسر گه یونسو)
- ایم هو در نقش مورونگ بو (ولیعهد هویان، بعداً امپراتور هویان شد)
- پارک جونگچول در نقش آشین (شاهزاده و بعدها پادشاه بکجه)
- اوه جی اون در نقش دویونگ (دوست دوران کودکی دامدوک و همسر اول؛ دختر گه یونسو) در نبرد ویریه سونگ کشته شد.
- لی اینهه در نقش یاکیون (همسر دامدوک/ ملکه گوگوریو؛ دخترخوانده گومو)[۱]

### یاران دامدوک
- بنگ هیونگجو در نقش یو سوکگه (عضو چونگون)
- کیم جونگهیون در نقش دول بیسو (عضو چونگون)
- هونگ کیونگین در نقش یون سالتا (کشته شده در نبرد سوجونچنگ)
- کیم چولکی در نقش ساگال هیون (رئیس امنیت دامدوک؛ کشته شدن توسط آشین در جریان نبرد گوانمیسونگ)
- کیم جونگهوا در نقش سول جی (خواهر سول دوان و بعدا محافظ دامدوک)
- کیم یونگکی در نقش ژنرال هه موول (در خدمت گه یونسو و بعداً پیرو دامدوک)
- کیم جینته در نقش گومو (پدربزرگ دامدوک و برادر شاه گوگوگوون)، پس از مبارزه با مورنگ چویی در جریان محاصره دوم یودونگ سونگ توسط نیروهای هویان و بیریو خیتان درگذشت.
- نام سونگجین در نقش گو چانگ (دایی دامدوک و پسر گومو)
- لی وونبال در نقش مو دویونگ (ژنرال ارتش مرکزی؛ برادر مو دورو)
- ایم ته‌هو در نقش مو دورو (ژنرال ارتش مرکزی؛ برادر مو دیونگ)
- کیم میونگسو در نقش هوانگ هو (فرمانده ارشد ارتش گوگوریو)
- یون سونگوون در نقش ها موجی (مشاور نظامی دامدوک از لیوجو؛ او توسط ژنرال هویان کشته شد)
- پارک سونگهو در نقش دو گوانگ (ژنرالی که طرف مورنگ اون بود و بعداً به عنوان پیرو دامدوک درگذشت)

### ارتش هویان
- کیم دونگهیون در نقش مورونگ چوی (اولین امپراتور هویان که توسط پسرش مورنگ شی با سم کشته شد)
- جونگ هو‌کون به عنوان فنگ‌با (ژنرال وفادار هویان)
- کیم دوکهیون

### وزرای گوگوریو
- چوی دونگجون در نقش گه یونسو (نخست وزیر گوگوریو؛ کشته شده توسط دامدوک در جریان کودتا)
- اوه ووکچول در نقش گا راجی (به دلیل ترتیب دادن اقدام به ترور دامدوک که در نهایت به کشتن شاهزاده داممانگ انجامید اعدام شد)
- ایم بیونگکی در نقش یو سویی (به دلیل مشارکت در کودتا به رهبری گه یونسو اعدام شد)
- بان سوکجین در نقش یون دوبو (پدر یون سالتا؛ همچنین به دلیل دست داشتن در کودتا به رهبری گه یونسو اعدام شد)
- سان دونگهیوک در نقش گی پیل (پس از اعدام گه یونسو به عنوان نخست وزیر منصوب شد)
- چوی سانگهون در نقش لیانگ (عموی دامدوک و برادر کوچکتر پادشاه گگوگ‌یانگ)

### خانواده سلطنتی گوگوریو
- جونگ ته‌وو در نقش شاهزاده داممانگ (برادر بزرگ دامدوک؛ نجات دامدوک، خود را فدا کرد تا راه دامدوک را هموار کند؛ توسط جاسوسان هویان در حین شکار کشته شد)
- سونگ یونگته در نقش ایریون (همچنین در نقش پادشاه گگوگ‌یانگ، پدر گوانگ‌گه‌تو بزرگ)
- لی بو‌هی در نقش ملکه گویا (مادر دامدوک؛ کشته شده در جریان کودتا)
- جو آن در نقش پرنسس دامجو (خواهر دامدوک، همسر مورنگ بو ولیعهد هویان؛ کشته شده توسط مورنگ شی)
- لی هویسونگ در نقش هووانگ (پسر مورنگ بو و پرنسس دامجو)

### افراد دیگر
- کیم کیو‌چول در نقش سول دوان (رئیس عالی قبیله مالگال)
- لی دالهیونگ
- لی درو
- لی جیهیون در نقش آریی (سرباز خیتان و بعداً پیرو دامدوک شد)
- لی یونگسونگ در نقش رهبر خارجی (اسیر دامدوک با کمک عمومی بکجه)
- چونگمیونگ (یار هاموجی و بعداً پیرو دامدوک شد)

## دوبله
این مجموعه پربیننده قرار است پس از اتمام دوبله سریال فرمانروا ته جویونگ ، توسط امور دوبلاژ سیما با نام «گوانگ‌گه‌تو فاتح بزرگ» برای پخش از شبکه تماشا آماده شود و به احتمال زیاد علیرضا باشکندی دوبلور شخصیت اصلی یعنی گوانگ‌گه‌تو بزرگ خواهد بود. این سریال به احتمال زیاد در زمستان ۱۴۰۴ یا بهار ۱۴۰۵ از شبکه تماشا پخش می‌شود.

## جوایز و نامزدها
| جایزه             | سال  | دسته‌بندی                          | نامزد       | نتیجه    |
| ----------------- | ---- | --------------------------------- | ----------- | -------- |
| جوایز درام کی‌بی‌اس | ۲۰۱۱ | جایزه بهترین، بازیگر مرد درام     | لی ته گون   | برنده    |
| جوایز درام کی‌بی‌اس | ۲۰۱۱ | جایزه بهترین، بازیگر نقش مکمل مرد | کیم کیو چول | نامزدشده |